# Amos Townsend

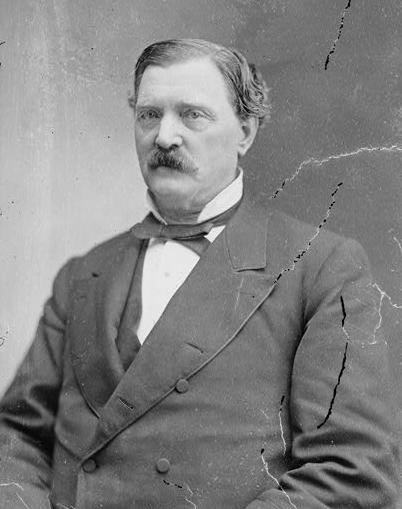
Amos Townsend

Amos Townsend (* 1821 in Brownsville, Fayette County, Pennsylvania; † 17. März 1895 in St. Augustine, Florida) war ein US-amerikanischer Politiker der Republikanischen Partei. Vom 4. März 1877 bis 3. März 1883 war er Mitglied des Repräsentantenhauses der Vereinigten Staaten für den 20. Kongressdistrikt des Bundesstaates Ohio.

## Biografie
Amos Townsend wurde 1821 in Brownsville in Pennsylvania geboren. Ein genaues Geburtsdatum ist nicht überliefert. In Pittsburgh besuchte er die öffentlichen Schulen. 1839 zog er nach Mansfield um, wo er als Geschäftsmann tätig war. Später arbeitete er für den United States Marshals Service. 1858 zog es ihn nach Cleveland, wo er im Supermarktgeschäft arbeitete. Zwischen 1866 und 1876 war er Mitglied des Stadtrates von Cleveland, davon alleine sieben Jahre als Präsident. 
1876 wurde Townsend erstmals ins Repräsentantenhaus nach Washington, D.C. gewählt. Dort vertrat er fortan den 20. Wahlbezirk von Ohio. 1878 und 1880 verteidigte er seinen Sitz erfolgreich. Ab 1881 war er im House Vorsitzender des  Committee on Railways and Canals. Eine erneute Wahl 1882 lehnte er ab. Er schied letztlich 1883 aus dem House aus. Nach seiner politischen Laufbahn betätigte er sich wieder als Geschäftsmann. Während eines Besuchs 1895 in St. Augustine starb er. Er wurde auf dem Lake View Cemetery in Cleveland beigesetzt.